# Ihor Ohirko
Ihor Wassylowytsch Ohirko (ukrainisch І́гор Васи́льович Огі́рко; englische Transkription Igor Ohirko; * 14. April 1952 in Oserna, Oblast Ternopil, Ukrainische SSR) ist ein ukrainischer Mathematiker und Professor für elektronisches Publizieren an der Ukrainischen Akademie für Druck in Lwiw.

## Leben
1974 begann er sein Studium der Angewandten Mathematik an der Iwan-Franko-Universität Lwiw. 1978 erfolgte seine Dissertation über mathematische Methoden der Optimierung und des Designs. Danach arbeitete er am Institut für Angewandte Mathematik und Mechanik der Ukrainischen Akademie der Wissenschaften und der Staatlichen Universität in Lwiw. 1989 folgte die Habilitation über numerische Optimierung in der Theorie der nichtlinearen Thermoelastizität an der Staatlichen Universität Kasan. 
Er ist seit 1990 Präsident des internationalen Klubs „Angewandte Mathematik“. 1991 wurde er Mitglied der Akademie für Informationswissenschaft in Moskau. Seit September 2008 ist er Rektor des Osteuropa-Institutes in Lwiw. Ab 1992 war er Professor für Angewandte Mathematik an der Ukrainischen Akademie für Drucktechnik. Außerdem war er Professor für elektronisches Publizieren an der Ukrainischen Akademie für Buchdruck.
Ohirko hält zwölf Patente.
Ohirko unterrichtete auch mathematische Linguistik, Computersimulation, Informatik und neuronale Netze.

## Schriften
- I. V. Ohirko, J. I. Dub, Yasinskiy: Spannungszustand der Photopolymer-Druckform. Lemberg, FMI, 1987.
- R. S. Kuropas', I. V. Ohirko: Optimierung der Deformation der Druckform auf Basis der Schalentheorie. Lemberg, LSU, 1987.
- I. V. Ohirko, B. E. Irkha: A study of the elastic deformations in a thermoelastic inhomogeneous solid of revolution. In: Journal of Mathematical Sciences. Volume 79, No. 6, Springer, 1996, S. 1469–1471, doi:10.1007/BF02362808.
- I. V. Ohirko, V. I. Zapotochnyi: The stress-strain state of screen photopolymer plates. In: Soviet Materials Science. Vol. 22, No. 6, 1987, S. 640–643, doi:10.1007/BF00718123.
- I. V. Ohirko: Temperature field, optimum with regard to stresses, in a local region of a flexible structure. In: Strength of Materials. Vol. 18, No. 2, 1986, S. 209–213, doi:10.1007/BF01522557.
- I. V. Ohirko: Temperature Field in the Local Region of a Flexible Structure. In: Problemy Prochnosti. Vol. 18, No. 2, 1986, S. 69–72, doi:10.1007/BF01522557.
- D. P. Kucherov, I. V. Ohirko, O. I. Ohirko, T. I. Golenkovskaya: Neural Network technologies for recognition characters. Electronics and control systems. National Aviation University, № 4 (46). 2015. S. 65–71. ISSN 1990-5548.
- Ihor Ohirko, Michaił Yasinsky, Ludmiła Yasinska-Damri, Olga Ohirko: Models of Geometrical Optics and Lenticular Printing. In: Computer Technologies of Printing. Volume 2. Ukrainische Akademie für Druckwesen. 2015. S. 205–213, ISSN 2411-9210
- W. Wysoczansky, A. Oliejnik, I. Ohirko et al.: Mathematical modelling of diffusion processes in the shale gas production technology. Institut für Hochbau, Staatliche Hochschule Papst Johannes Paul II., Telectron International, Warschau 2016, S. 22.
- Ohirko I. V., Ohirko O. I., Yasinska-Damri L. M., Yasinskyi M. F. Information technologies and models of corrosion measurement for surface layers of metals.  Scientific Papers Ukrainian Academy of Printing. 2016 .№ 1 (52)  S. 69–77. ISSN 1998-6912